# Taurano
Taurano ist eine italienische Gemeinde mit 1463 Einwohnern (Stand 31. Dezember 2023) in der Provinz Avellino in der Region Kampanien. Sie ist Teil der Bergkommune Comunità Montana Partenio - Vallo di Lauro.

## Geografie
Die Nachbargemeinden sind  Lauro, Monteforte Irpino, Moschiano, Pago del Vallo di Lauro und Visciano (NA).